# Чунаєва Ангеліна Акіндинівна
Ангеліна Акіндинівна Чунаєва (30.7.1928 — 29.09.2014) — філософ, педагог, професор.

## Біографія
А. А. Чунаєва народилася 30 липня 1928 року в м. Одеса.
В 1951 році закінчила філософський факультет Ленінградського державного університету (ЛДУ) ім. А. О. Жданова.
У 1954 році закінчила аспірантуру ЛДУ та захистила дисертацію «Марксизм-ленінізм про необхідність та випадковість» на здобуття наукового ступеня кандидата філософських наук, а  в 1963 році присвоєно вчене звання доцента.
В 1954—1964 роках працювала старшим викладачем, доцентом кафедри марксизму-ленінізму Ленінградського бібліотечного інституту, у 1964—1969 роках — завідувачем кафедри марксизму-ленінінзму Ленінградського інституту театру, музики та кінематографії.
У 1969—1978 роках була доцентом кафедри філософії й наукового комунізму Ленінградського державного інституту культури імені Н. К. Крупської.
В 1973 році захистила дисертацію «Категорія цілі у сучасній науці та її методологічне значення» та здобула науковий ступінь доктора філософських наук.
У 1978—1979 роках обіймала посаду доцента кафедри філософії Одеського державного університету імені І. І. Мечникова, у 1979—1988 роках — доцента, професора кафедри філософії й наукового комунізму Ленінградського державного інституту культури.
В 1986 році присвоєно вчене звання професора.
У 1988—1992 роках працювала професором кафедри політичної історії і філософії Одеського державного педагогічного інституту імені К. Д. Ушинського.
В 1992—2014 роках була професором кафедри філософії та соціології Південноукраїнського національного педагогічного університету імені К. Д. Ушинського.
Померла 29 вересня 2014 року в м. Одеса.

## Наукова діяльність
Як науковець досліджувала проблеми діалектики і методології пізнання, аксіології, аналізувала творчість Ф. Ніцше.
Керувала аспірантурою. Входила до складу спеціалізованої Вченої ради із захисту докторських та кандидатських дисертацій з філософії.
Була членом редакційних колегій соціально-політичного журналу «Перспективи», наукового журналу «Наукове пізнання: методологія та технологія».
Є автором монографій, навчальних посібників, наукових статей.

### Праці
- Категория цели в современной науке и ее методологическое значение/ А. А. Чунаева. — Ленинград: ЛГУ, 1979. — 147 с.

- Философия и ее история как элемент формирования общенаучной, нравственной и политической культуры учителя/ А. А. Чунаева. //Историко-культурное наследие человечества и его изучение при подготовке учителей без отрыва от производства: Сборник тезисов выступлений на украинско-российском научно-методичсеком симпозиуме. — Одесса, 1992. — С. 133—135.

- Влияние учения Ф. Ницше на социальную философию в Украине (20—30-е годы XX века)/ А. А. Чунаева.// Філософія. Менталітет. Освіта: Матеріали міжнародної науково-теоретичної конференції. — Одеса, 1995. — С. 36—37.
- Метаморфозы идеи развития в Новое и Новейшее время (очерк первый)/ А. А. Чунаева. // Перспективи. — 2005. — № 2 (30). — С. 4—10.
- Идея свободы как ценность и сущностная характеристика христианского миросозерцания/ А. А. Чунаева. // Виховання і культура. — 2007. — № 1—2. — С. 39—41.

- Философия в кратком изложении: учебное пособие/ А. А. Чунаева, И. Г. Мысык. — Изд. 6-е, испр. и доп. — Одесса: Феникс; М.: ТрансЛит, 2009. — 332 с.

- Цивилизационная концепция истории/ А. А. Чунаева// Традиція та інновація в науці та освіті: Матеріали наукової конференції. — Одеса, 2010. — С. 114—118.

## Родина
- Син: Чунаєв Олександр Сергійович — кандидат біологічних наук, старший науковий співробітник Санкт-Петербурзького державного університету.